# Vrachonisída Chtapódia
Vrachonisída Chtapódia är en ö i Grekland.   Den ligger i prefekturen Kykladerna och regionen Sydegeiska öarna, i den sydöstra delen av landet, 180 km öster om huvudstaden Aten. Arean är 0,76 kvadratkilometer.
Terrängen på Vrachonisída Chtapódia är lite kuperad. Öns högsta punkt är 96 meter över havet. Den sträcker sig 1,3 kilometer i nord-sydlig riktning, och 1,5 kilometer i öst-västlig riktning.